# Ovatus malisuctus
Ovatus malisuctus är en insektsart. Ovatus malisuctus ingår i släktet Ovatus och familjen långrörsbladlöss. Inga underarter finns listade i Catalogue of Life.